# Zhenghe
Pour les articles homonymes, voir Yanhe et Zhenghe (homonymie).
L'ère Zhenghe, ou Tcheng-ho (92-89 av. J.-C.) (chinois : 征和 ; pinyin : Zhēnghé ; litt. « Conquête et paix ») est la dixième ère chinoise de l'empereur Wudi de la dynastie Han. Zhenghe est parfois écrite Yanhe (延和, « Prolonger la paix ») mais on considère communément qu'il s'agit de plusieurs variantes du même caractère.
Selon Ying Shao, dans un commentaire qu'il inséra dans la Chronique de Wudi du Livre des Han, l'empereur Wudi aurait déclaré vouloir « lever des troupes (征) pour attaquer les quatre tribus barbares et pacifier (和) l'Empire. » D'où le nom de la nouvelle ère : « Conquête et paix » (征和). La plupart des lettrés des générations suivantes[réf. souhaitée] ont pensé que le caractère zheng (征) du nom de l'ère était en fait une variante d'écriture d'un caractère qui s'écrivait 廴正 et qui ressemble énormément au caractère yan (延). En effet, Chen Zhi dans son Hanshu xin zheng parle de la « première année de l'ère 廴正和 » et plusieurs découvertes archéologiques et anciens documents laissent à penser que le caractère original était bien 廴正[réf. nécessaire]. Cette variante d'écriture a ensuite disparu au profit de zheng. Ainsi, selon le Zhongguo lidai nianhao kao, dès la fin de la période des Han orientaux (IIIe siècle, c'est-à-dire l'époque de Ying Shao), la plupart des documents parlaient déjà d'« ère Zhenghe. »

## Chronique

### 2deannée(91av. J.-C.)

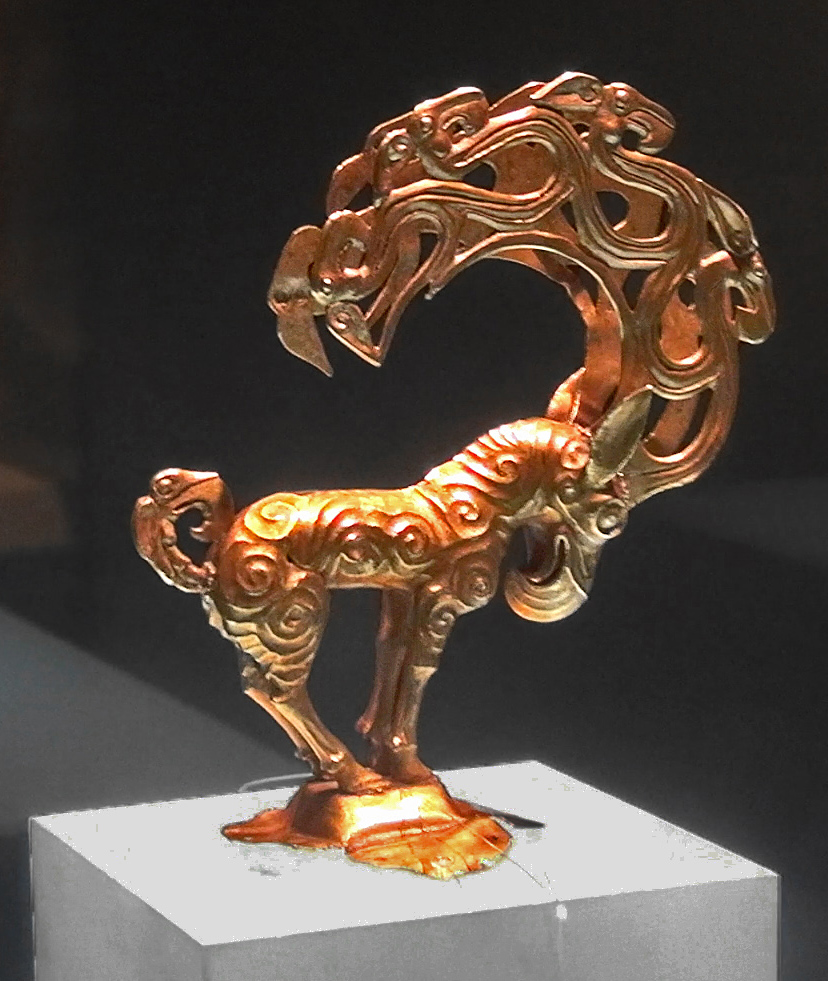
Monstre composite invoqué par les chamans xiongnu dans leurs rituels, figurine en or, district de Shenmu, époque Han.

- Naissance de Liu Bingyi qui deviendra l'empereur Xuandi.
- Sima Qian achève la rédaction de son Shiji qui sera le standard des historiens chinois futurs.
- « Désastre chaman » : craignant l'usage de magie chaman (wugu) contre lui, L'empereur Wudi lance une chasse aux sorcières qui fait de nombreuses victimes parmi les haut placés de la Cour, y compris deux de ses filles, les princesses Yangshi and Zhuyi. Accusé de sorcellerie, le prince Liu Ju (en) se trouve contre son gré impliqué dans un coup d'État manqué contre son père et se suicide avec ses deux fils.

### 3eannée(90av. J.-C.)
- troisième expédition de Li Guangli (en) contre les Xiongnu. Li Guangli se soumet aux Xiongnu.
- Mort de Sima Qian.

| Zhenghe                | 1re année    | 2de année    | 3e année     | 4e année     |
| ---------------------- | ------------ | ------------ | ------------ | ------------ |
| Calendrier julien      | 92 av. J.-C. | 91 av. J.-C. | 90 av. J.-C. | 89 av. J.-C. |
| Calendrier sexagésimal | Jichou       | Gengyin      | Xinmao       | Renchen      |